# Andreas Vinding
Andreas Vinding (født Winding 23. oktober 1881 i Seem, død 27. januar 1950 i København) var en dansk forfatter og journalist på dagbladet Politiken. Han beskæftigede sig blandt andet med Albertiaffæren og rapporterede senere fra Første Verdenskrig.
Andreas er far til Ole Vinding, farfar til Thomas Winding og dermed oldefar til Alberte Winding